# Amyotrophie spinale
 Mise en garde médicale
L'amyotrophie spinale est le nom donné à un groupe de maladies héréditaires caractérisées par une faiblesse et une atrophie des muscles, et par la dégénérescence progressive des neurones moteurs (motoneurones). 
Cette pathologie, due à la mutation du gène SMN1 (en) (Survival of Motor Neuron) se transmet de manière autosomique récessive.  
Elle n'affecte pas les fonctions du cerveau mais provoque une paralysie progressive conduisant au décès des enfants en bas âge dans les cas les plus sévères (SMA de type 1). La raison principale serait la mort des neurones moteurs conduisant à un non-fonctionnement des muscles, dont ceux nécessaires à la respiration. Avec la progression de la maladie, les respirateurs artificiels deviennent nécessaires mais de nouveaux traitements existent, ralentissant, voire prévenant l’apparition de la maladie (thérapie antisens, thérapie génique…).

## Symptômes
La maladie s'attaque et entraine la mort de certaines cellules nerveuses, les motoneurones qui stimulent et commandent les muscles volontaires. À cause de cela, les neurones moteurs qui se trouvent dans la corne antérieure de la moelle spinale ne sont plus en mesure de transmettre des signaux aux muscles, ce qui empêche ces derniers de fonctionner normalement. Par conséquent, les tissus musculaires s'affaiblissent puis s'atrophient (fondent). Cela n’affecte jamais les fonctions cognitives dites intellectuelles.
Il existe quatre types d'amyotrophie spinale qui présentent une apparition des symptômes selon l'âge et une sévérité différente. De manière générale, on peut remarquer une faiblesse des muscles et une faible tonicité musculaire.

## Épidémiologie
L'amyotrophie spinale touche aussi bien les personnes de sexe féminin que masculin. Près de 1 naissance sur 10 000 est concernée par cette maladie, ce qui représente environ 120 à 150 nouveau-nés, annuellement, en France.
La maladie est de type autosomique récessive. Si le père et la mère sont tous deux porteurs sains, l'enfant présente un risque sur quatre de développer une amyotrophie spinale. L'allèle muté est présent chez environ une personne sur 54.

## Cause
Sur le chromosome 5 sont situés deux gènes : SMN1 (ou SMNt - télomérique)  et SMN2 (ou SMNc - centromérique). Ces deux gènes produisent la même protéine appelée SMN pour Survival Motor Neuron qui permet la survie des neurones moteurs. Ils diffèrent l'un de l'autre par la substitution de 5 acides aminés. La plus importante des différences se situe dans l'exon 7. Celle-ci rend environ 80 à 90 % des protéines synthétisées par le gène SMN2 (en) tronquées, donc non fonctionnelles. 
Chez les patients, en l’absence de gène SMN1, la gravité de la maladie dépend du nombre de copies du gène SNM2, seuls responsables de la production de la protéine SMN.

## Classification

### Dénomination
Cette affection est décrite sous des appellations variées :
- en français  :
  - AS (Amyotrophie Spinale)
  - Atrophie musculaire progressive
  - Amyotrophie spinale distale
  - Amyotrophie spinale scapulopéronière
  - Syndrome de Stark-Kaeser
  - Amyotrophie spinale oculopharyngée
  - Amyotrophie spinale progressive
  - Amyotrophie spinale proximale progressive
  - Amyotrophie spinale progressive proximale
  - Neuropathie bulbospinale
  - Amyotrophie spinale de l'adulte
  - Amyotrophie spinale de l'adulte type 4
  - Amyotrophie spinale de l'adulte type IV
- en anglais :
  - Spinal Muscular Atrophy
- *Scapuloperoneal Form of Spinal Muscular Atrophy
  - Oculopharyngeal Spinal Muscular Atrophy
  - Progressive Muscular Atrophy
  - Bulbospinal Neuronopathy

### Classification
Parmi les amyotrophies spinales, on distingue cinq types (trois types infantiles, un type juvénile et un type de l’adulte) :
- le type 0, apparaissant en anténatal et caractérisé par des difficultés respiratoires dès la naissance;
- le type I, appelé amyotrophie spinale infantile sévère, apparaissant avant l’âge de 6 mois et caractérisé par l’absence d’acquisition de la station assise. Il existe des sous-types d’ASA de type I de sévérité variable ;
- le type II, ou amyotrophie spinale infantile intermédiaire, survenant à l’âge de 6 à 18 mois et caractérisé par l’absence d’acquisition de la marche ;
- le type III, aussi appelé amyotrophie spinale juvénile, survenant après l’âge d’acquisition de la marche (après 18 mois - 2 ans) ;
- le type IV ou amyotrophie spinale adulte, se manifestant à l’âge adulte. Il s’agit de diverses formes de la même maladie présentant des différences considérables du point de vue de l’âge d’apparition, de la gravité des symptômes et du pronostic. La mobilité peut être gravement altérée, mais l'espérance de vie n'est pas réduite.

Les trois premiers types sont regroupés sous le terme « amyotrophies spinales infantiles » (ASI), alors que le terme « amyotrophie spinale antérieure » (ASA) fait référence à l’ensemble des quatre types.
L'acronyme anglais SMA, pour spinal muscular atrophy, est également utilisé.
Le plus grand danger vient des affections respiratoires, pneumonie ou autres, que l'enfant combat difficilement du fait de la faiblesse des muscles thoraciques qui permettent normalement de tousser et d'expectorer.
Il existe des types alternatifs appelés « Bis » et « Tierce » ainsi que des classifications allant de la forme aiguë (maladie de Werdnig-Hoffman correspondant au type I) à la forme chronique (syndrome de Kugelberg-Welander correspondant au type III) en passant par des formes intermédiaires.
Les catégories évoquées là sont remises en cause car elles ne seraient ni objectives ni réalistes à cause des différences importantes de qualité de vie des patients (ex. : un type III peut être dans un état clinique plus grave qu'un type I bis)

## Espérance de vie
L'espérance de vie varie énormément selon la forme d'amyotrophie spinale. 
Avant l'ère des premiers traitements, voici ce que la littérature scientifique reportait :
- Type 0 : Espérance de vie moyenne très courte d'environ 6 mois;
- Type I : Espérance de vie moyenne courte d'environ 2 à 4 ans ;
- Type II : Espérance de vie moyenne d'environ 20 à 30 ans ;
- Type III : Espérance de vie normale ;
- Type IV : Espérance de vie normale.

Malgré l'amélioration de la prise en charge, notamment grâce à la ventilation artificielle, l'espérance de vie s'allonge mais reste encore à améliorer.  
Les données long terme à la suite de l'initiation des nouveaux traitements permettront de revoir ces chiffres dans quelques années.

## Traitement
En décembre 2016, le premier médicament pour l'amyotrophie spinale (SMA) une thérapie antisens (ARN) nommé nusinersen (Spinraza®), a été autorisé aux États-Unis par la FDA puis rapidement en Europe par l'EMA à la suite de résultats significatifs sur la survie de nourissons atteints d'amyotrophie spinale de type I. Cet ARN (Acide RiboNucléique ou oligonucléotide antisens) permet l'augmentation de l'expression de la protéine SMN normale issue du gène SNM2 en empêchant l'exclusion de l'exon 7. Après son initiation, ce traitement nécessite 3 injections annuelles par ponction lombaire pour atteindre directement la moelle spinale (là où se situent les motoneurones). Aujourd'hui, les résultats se confirment également chez les patients adultes atteints d'amyotrophie spinale.
En 2018, alors que des experts préfèreraient obtenir plus de données cliniques pour vérifier la fiabilité et l'innocuité du traitement sur du long terme, des groupes de familles et certains membres du Congrès poussent le Département de la Santé et des services sociaux, et son administrateur (Alex Azar), à ajouter dès 2018 cette maladie au panel de tests génétiques recommandés pour tous les nouveau-nés (dépistage néonatal). En 2019, cette initiative a été renforcée par la publication de premiers résultats du traitement chez des nourrissons présymptomatiques. Enfin en janvier 2020 aux États-Unis, 18 États avaient inclus l'amyotrophie spinale dans leur dispositif de dépistage néonatal.
Depuis 2019, la thérapie génique est devenue le traitement le plus efficace de la SMA. Ce traitement consiste à injecter par voie intraveineuse un virus désactivé (virus adéno-associé de sérotype 9 ou AAV9) porteur du gène SMN1 afin qu'il exprime la protéine SMN manquante dans les cellules des patients pour permettre l'amélioration des symptômes et de la survie des formes juvénile de type 1. En juin 2019, l'onasemnogene abeparvovec (en) (Zolgensma), dont l'action repose sur les principes cités ci-dessus a reçu l'autorisation de mise sur le marché aux États-Unis. En Europe, il est disponible depuis mai 2020.  
C’est une équipe Française, dirigée par Martine Barkats, Directeur de recherche Inserm au sein de l’Institut de Myologie et de Généthon (deux institutions crées par l’AFM-Téléthon), qui a montré pour la première fois, en 2009, l’efficacité remarquable de la thérapie génique dans des modèles animaux de SMA.  
Une licence d’utilisation des brevets de cette équipe liés au produit AAV9-SMN ainsi qu’à son administration a été octroyée en 2018 par Généthon à AveXis, le laboratoire qui a initialement développé le Zolgensma® avant d’être racheté par Novartis.
Le prix de ces médicaments, revendiqué par les laboratoires qui les ont mis au point, est très élevé et déconnecté du coût réel de la recherche,. 
Cependant, entre 2019 et 2024, plus de 3 000 enfants dans le monde ont pu être traités par le ZolgenSMA, avec certains résultats parfois exceptionnels chez des enfants dont le traitement a été initié en période périnatale (3 à 6 semaines après la naissance). Ces enfants ont en effet acquis la marche à un âge normal et ne présentent pas de symptôme de l’amyotrophie spinale. 

## Dépistage
En France en 2023, le programme Depisma évalue le dépistage néonatal universel dans deux régions : le Grand Est et la Nouvelle-Aquitaine où l'incidence est d'un bébé sur 7000. Le dépistage s'effectue par prélèvement sanguin « au buvard ». Il a pour objet la détection de la mutation homozygote du gène SMN1. L'intérêt de ce dépistage chez le nourrisson présymptomatique est mis en évidence par une étude publiée en janvier 2023.
En Belgique, un dépistage néonatal universel est actif dans les régions wallonne et bruxelloise depuis 2018, la région flamande rejoint le dispositif en décembre 2022.